# Фавье, Жан (историк)
Жан Фавье (фр. Jean Favier; 2 апреля 1932, Париж — 2 августа 2014, Париж) — французский прозаик, историк-медиевист, архивариус, палеограф, педагог, доктор наук (1967). Профессор Сорбонны. Член Академии надписей и изящной словесности (с 1985).

## Биография
Обучался в Национальной школе хартий. Архивариус. Палеограф. Преподавал в лицее Орлеана (1961—1962). В 1962—1964 годах работал в Национальном центре научных исследований.
Преподаватель университета Ренна (1964—1966), профессор Университета Руана (1966—1969), затем — руководил исследованиями в Практической школе высших исследований в Париже (1965—1997), с 1969 года — профессор Парижского университета. До 1997 года преподавал средневековую палеографию.
С 1975 по 1994 год руководил Национальными архивами Франции, с 1994 по 1997 год — Национальной библиотекой Франции.
Специалист в области средневековой истории.
Ж. Фавье известен рядом монографий, посвящённых истории средневековой Франции и Европы.

## Избранные публикации
- «Архивы» («Les Archives», Paris, 1959),
- «Филипп Красивый» («Philippe le Be», Paris, 1978),
- «Франсуа Вийон» («François Villon», 1982),
- «Столетняя война» (рус. пер.: Фавье Ж. Столетняя война / Пер. М. Ю. Некрасова. — СПб.: Евразия, 2009. — 656 с.),
- «Великие открытия»,
- «Средневековая Франция»,
- «Карл Великий»,
- «Ангерран де Мариньи, советник Филиппа IV Красивого»
- «Introitus et exitus» sous Clément VII et Benoit XIII… , Istituto di paleografia dell' Università di Roma, Rome, 1957.
- «Les finances pontificales à l'époque du Grand Schisme d’Occident, 1378—1409» (Paris, 1966).
- «Марко Поло и Христофор Колумб» («De Marco Polo à Christophe Colomb», Paris, 1968),
- «Les Contribuables parisiens à la fin de la guerre de Cent ans, les rôles d’impôt de 1421, 1423 et 1438» (Paris/Genève, 1970).
- «Paris au XVe siècle», (Paris, 1974),
- «Le registre des compagnies françaises : 1449—1467» (Paris, 1975),
- «La Guerre de Cent ans» (Fayard, Paris, 1980),
- «Une Histoire de la Normandie» (Rennes, 1986),
- «L’Univers de Chartres» (Paris, 1988),
- «Les Grandes découvertes : d’Alexandre à Magellan» (Paris, 1991),
- «Le temps des principautés» (Paris, 1992),
- «Dictionnaire de la France médiévale» (Paris, 1993),.
- «La France féodale» (Paris, 1995),
- «La naissance de l'État»(Paris, 1995),
- «Paris, Deux mille ans d’Histoire»(Paris, 1997),
- «Charlemagne» (Paris, 1999),
- «Louis XI» (Paris, 2001),
- «Les Plantagenêts : origines et destin d’un empire : XIe-XIVe siècles»(Paris, 2004),
- «Les Papes d’Avignon» (Paris, 2006),
- «Le Roi René» (2008 ISBN 978-2-213-63480-7)
- «Saint Onuphre : un après-guerre à l’ombre d’un clocher parisien» (Paris, 2009),
- «Pierre Cauchon ou les maîtres dans la tourmente» (Paris, 2010 ISBN 978-2-213-64261-1)